# Грачёв, Сергей Николаевич (политик)
Сергей Николаевич Грачёв (1898 — 1956, Симферополь) — советский партийный и хозяйственный деятель. Исполняющий обязанности Председателя СНК Крымской АССР (май — июль 1944). Председатель исполкома Симферопольского горсовета (1948—1949).

## Биография
Родился в 1898 году. С мая 1938 по март 1941 года заместитель Председателя СНК Крымской АССР. Депутат Верховного Совета Крымской АССР 1-го созыва (1938—1945) от Симферопольского района. 
В составе комиссии из секретаря Крымского обкома ВКП(б) В. С. Булатова, народного комиссара просвещения  Г. Б. Гавриленко, академика Н. С. Самокиша, архитектора Я. У. Усеинова. он участвовал в подготовке в 20-летнему юбилею взятия Перекопа и созданию памятника на месте боёв.
С марта 1941 года секретарь Крымского обкома ВКП(б). С апреля 1944 года заместитель Председателя СНК Крымской АССР. Одновременно с 18 мая 1944 по 31 июля 1944 года исполняющий обязанности Председателя СНК Крымской АССР. В 1948—1949 года председатель Симферопольского горисполкома. В 1949—1952 годах заведующий общим отделом Крымского облисполкома. Умер в 1956 году в Симферополе, похоронен на кладбище Абдал.